# Alexander Medina
Alexander Jesús Medina Reobasco (Salto, 8 de agosto de 1978) é um treinador e ex-futebolista uruguaio que atuava como atacante. Atualmente está sem clube.
Apelidado de El Cacique desde o início da sua carreira no Uruguai, Medina era descrito como um jogador de "potência e caráter, um técnico em campo que comandava os seus colegas". Sua carreira transcorreu com solidez em clubes como os uruguaios Liverpool, River Plate e Nacional, além do Cádiz, da Espanha.

## Carreira como treinador

### Talleres
Em junho de 2019 foi anunciado como novo treinador do Talleres, da Argentina. Medina teve uma primeira temporada muito boa na Superliga 2019–20, qualificando a equipe para a Copa Sul-Americana de 2021. Na temporada seguinte, terminou em 3º lugar na Primera División, segundo lugar na Copa Argentina e também classificou o clube para a Libertadores. Deixou o clube em dezembro de 2021, com 39 vitórias em 88 jogos.

### Internacional
Foi anunciado como novo treinador do Internacional no dia 27 de dezembro de 2021, assinando contrato por duas temporadas. Após um empate com o modesto Guaireña pela Copa Sul-Americana, o técnico foi demitido do clube gaúcho no dia 15 de abril de 2022.

### Vélez Sarsfield
Em 28 de maio de 2022, Medina assinou com o Vélez Sarsfield até dezembro de 2023.

## Estatísticas como treinador
Atualizadas até 14 de abril de 2022
| Clube           | Jogos | Vitórias | Empates | Derrotas | Aproveitamento |
| --------------- | ----- | -------- | ------- | -------- | -------------- |
| Nacional        | 54    | 32       | 12      | 10       | 66.67%         |
| Talleres        | 88    | 43       | 20      | 25       | 56.44%         |
| Internacional   | 17    | 6        | 6       | 5        | 47.06%         |
| Vélez Sarsfield | 40    | 11       | 13      | 16       | 38.33%         |
| Granada         | 14    | 1        | 4       | 9        | 16.67%         |

## Títulos

### Como jogador
Nacional
- Campeonato Uruguaio: 2005, 2008–09 e 2011–12

### Como treinador
Nacional
- Torneo Apertura: 2018[9]
- Torneio Intermédio: 2018

Talleres
- Supercopa Internacional: 2023[10]